# Ikeya-Seki
Det finns två kometer som heter Ikeya-Seki: C/1965 S1 (denna komet), samt C/1967 Y1, alternativa beteckningar 1968 I, 1967n.
Kometen Ikeya-Seki, med de formella namnen C/1965 S1, 1965 VIII och 1965f, var en långperiodisk komet som upptäcktes av Kaoru Ikeya och Tsutomu Seki oberoende av varandra. Först observerades den som ett svagt teleskopiskt objekt 18 september 1965. Första beräkningarna föreslog en bana där den skulle vara som närmast solen den 21 oktober. Kometen skulle komma så nära som 450 000 kilometer ovanför solens yta och förmodligen bli mycket ljusstark.
Kometer kan trotsa alla förutsägelser, men Ikeya-Seki uppförde sig som förväntat. När den närmade sig perihelium rapporterade observatörer att den syntes tydligt på daghimlen intill solen. I Japan, där den nådde perihelium vid lokal middagstid, sågs den lysa med magnituden -10. Den visade sig vara en av de ljusstarkaste kometer som observerats under de senaste tusen åren, och har ibland kallats den stora kometen 1965.
Kometen sågs brytas upp i tre delar strax före sin periheliumpassage. De tre delarna fortsatte i nästan identiska banor, och kometen dök åter upp på morgonhimlen vid slutet av oktober och uppvisade en mycket ljusstark svans. I början av 1966 hade den bleknat när den drog sig tillbaka mot yttre solsystemet.
Ikeya-Seki är en solstrykande komet som tillhör Kreutz-gruppen och antas vara fragment av en stor komet som bröts upp 1106.

## Bildgalleri

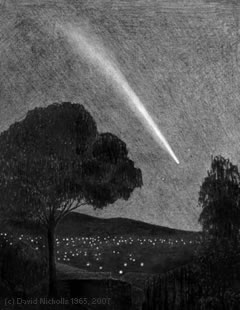
Komet Ikeya–Seki, som den sågs från Canberra, 31 oktober 1965. Teckning av David Nicholls.